# Band of Joy (Robert Plant)
Band of Joy is een studioalbum dat Robert Plant opnam met zijn Band of Joy. Het album is opgenomen in de Woodland Studio te Nashville (Tennessee), House of Blues-studio te Nashville en de Clinton Recording te New York. De muziek is weer voor Plants doen rustig en doet niet denken aan zijn eerste soloalbums, maar zet een “traditie” voort van zijn latere. Het album werd goed ontvangen, vooral binnen het retrocircuit, de liefhebbers van de zanger, voordat hij zijn stem leende aan Led Zeppelin. Plant maakte toen deel uit van Band of Joy, maar van de originele leden speelt niemand mee op dit album.

## Musici
- Robert Plant - zang
- Bekka Bramlett - achtergrondzang (1,2)
- Marco Giovino - slagwerk, percussie, achtergrondzang (3)
- Patty Griffin- zang, achtergrondzang (2,3,4,5,8,10,11)
- Byron House - basgitaar, contrabas
- Buddy Miller - gitaar, baritongitaar, 6-snarige basgitaar, mandoline, achtergrondzang (2,3,6)
- Darrell Scott – akoestische gitaar, mandoline, banjo, accordeon, pedal steel guitar & lap steel guitar, achtergrondzang (1,2,3,4,6,7,10,11)

## Muziek
| Nr. | Titel                                                          | Duur |
| --- | -------------------------------------------------------------- | ---- |
| 1.  | Angel dance (David Hidalgo, Louie Perez)                       | 3:50 |
| 2.  | House of cards (Richard Thompson)                              | 3:14 |
| 3.  | Central Two-O-Nine (Robert Plant, Buddy Miller)                | 2:49 |
| 4.  | Silver rider (Zachary Micheletti, Mimi Parker, Alan Sparhawk)  | 6:06 |
| 5.  | You can't buy my love (Billy Babineaux, Bobby Babineaux)       | 3:11 |
| 6.  | Falling in love again (Dillard Crume, Andrew Kelly)            | 3:38 |
| 7.  | The only sound that matters (Gregory Vanderpool)               | 3:45 |
| 8.  | Monkey (Micheletti, Parker, Sparhawk)                          | 4:58 |
| 9.  | Cindy, I'll marry you someday (Traditional, Plant, Miller)     | 3:37 |
| 10. | Harm's swift way (Townes Van Zandt)                            | 4:19 |
| 11. | Satan your kingdom must come down (Traditional, Plant, Miller) | 4:12 |
| 12. | Even this shall pass away (Theodore Tilton, Plant, Miller)     | 4:03 |

## Albumlijsten
Het album haalde zowel de Nederlandse en Belgische albumlijsten, ook in de rest van Europa verkocht het goed met een hoogste notering van plaats nummer 2 (Noorwegen).

### NederlandseAlbum Top 100
| Hitnotering: 18-09-2010 t/m 29-10-2010 | Hitnotering: 18-09-2010 t/m 29-10-2010 | Hitnotering: 18-09-2010 t/m 29-10-2010 | Hitnotering: 18-09-2010 t/m 29-10-2010 | Hitnotering: 18-09-2010 t/m 29-10-2010 | Hitnotering: 18-09-2010 t/m 29-10-2010 | Hitnotering: 18-09-2010 t/m 29-10-2010 | Hitnotering: 18-09-2010 t/m 29-10-2010 |
| Week:                                  | 1                                      | 2                                      | 3                                      | 4                                      | 5                                      | 6                                      |                                        |
| -------------------------------------- | -------------------------------------- | -------------------------------------- | -------------------------------------- | -------------------------------------- | -------------------------------------- | -------------------------------------- | -------------------------------------- |
| Positie:                               | 40                                     | 37                                     | 38                                     | 55                                     | 56                                     | 86                                     | uit                                    |

### BelgischeUltratop 100-albums
| Hitnotering: 18-09-2010 t/m 12-11-2010 | Hitnotering: 18-09-2010 t/m 12-11-2010 | Hitnotering: 18-09-2010 t/m 12-11-2010 | Hitnotering: 18-09-2010 t/m 12-11-2010 | Hitnotering: 18-09-2010 t/m 12-11-2010 | Hitnotering: 18-09-2010 t/m 12-11-2010 | Hitnotering: 18-09-2010 t/m 12-11-2010 | Hitnotering: 18-09-2010 t/m 12-11-2010 | Hitnotering: 18-09-2010 t/m 12-11-2010 | Hitnotering: 18-09-2010 t/m 12-11-2010 |
| Week:                                  | 1                                      | 2                                      | 3                                      | 4                                      | 5                                      | 6                                      | 7                                      | 8                                      |                                        |
| -------------------------------------- | -------------------------------------- | -------------------------------------- | -------------------------------------- | -------------------------------------- | -------------------------------------- | -------------------------------------- | -------------------------------------- | -------------------------------------- | -------------------------------------- |
| Positie:                               | 56                                     | 6                                      | 17                                     | 30                                     | 40                                     | 71                                     | 75                                     | 87                                     | uit                                    |